# Korszun (dron)
Korszun (ros. Коршун) – rosyjski bezzałogowy statek powietrzny w układzie śmigłowca, przeznaczony do zadań rozpoznawczych.

## Historia
W latach 90. XX wieku w Rosji prowadzono prace nad kilkoma projektami bezzałogowych śmigłowców rozpoznawczych, w tym nad modelem Korszun. Był on jednym z projektów rozwijanych równolegle z innymi aparatami, celem tych prac było stworzenie bezzałogowych platform zdolnych do prowadzenia rozpoznania w różnych warunkach terenowych i klimatycznych.
Makieta bezzałogowa Korszun została po raz pierwszy zaprezentowany publicznie w 2010 roku podczas wystawy „UVS-TECH 2010” w Żukowskim. Projekt ten był rozwijany przez koncern Śmigłowce Rosji (ros. Вертолеты России) jako uniwersalna platforma średniego zasięgu, przeznaczona zarówno do zastosowań cywilnych (np. monitoring środowiskowy, dostawy w trudnych warunkach), jak i wojskowych (rozpoznanie, wsparcie ogniowe, transport, działania specjalne). Konstruktorzy zdecydowali się wybrać układ konstrukcyjny Kamowa, który w ich ocenie jest uniwersalny zarówno dla zastosowań maszyn operujących nad lądem jak i nad morzem. Przewidziano, że system będzie w stanie wykonywać samodzielnie stałe elementy lotu (start, dolot i lądowanie). Ponadto konstruktorzy dublowali żywotne elementy konstrukcyjne aby zwiększyć niezawodność maszyny. Przewidziano, że operator będzie miał możliwość przejęcia kontroli nad maszyną w dowolnym momencie lotu.
Dla zastosowań militarnych przewidywano wyposażenie maszyny w zestaw rozpoznawczy obejmujący kamery pracujące w paśmie widzialnym i podczerwieni, aparat fotograficzny oraz dalmierz laserowy. W przypadku wariantu uderzeniowego Korszun miał spełniać zadania rozpoznawcze oraz przenosić pociski kierowane.